# Mixogaster cubensis
Mixogaster cubensis är en tvåvingeart som beskrevs av Charles Howard Curran 1932. Mixogaster cubensis ingår i släktet Mixogaster och familjen blomflugor.
Artens utbredningsområde är Kuba. Inga underarter finns listade i Catalogue of Life.